# Christian Hansen (gymnast)
Christian Marius Hansen, född 24 september 1891, död 13 juni 1961, var en dansk gymnast.
Hansen tävlade för Danmark vid olympiska sommarspelen 1908 i London, där han var en del av Danmarks lag som slutade på fjärde plats i lagmångkampen. Vid olympiska sommarspelen 1912 i Stockholm var Hansen med och tog brons i lagtävlingen i fritt system. 